# Patane II
Patane II is een bestuurslaag in het regentschap Toba Samosir van de provincie Noord-Sumatra, Indonesië. Patane II telt 748 inwoners (volkstelling 2010).